# Howe (Schiff, 1942)
Die HMS Howe, (32), war ein britisches Schlachtschiff der King-George-V-Klasse, das während des Zweiten Weltkriegs zum Einsatz kam.

## Geschichte
Die HMS Howe benannt nach Admiral Richard Howe wurde am 1. Juni 1937 in der Werft der Fairfield Shipbuilding and Engineering Company in Govan auf Kiel gelegt, am 9. April 1940 vom Stapel gelassen und am 1. Juni 1942 für den Einsatz im 2. Schlachtgeschwader der Home Fleet in Dienst gestellt. Dort verrichtete sie zunächst Eskortdienste für Konvoys in die Sowjetunion und wurde im März 1943 nach Hvalfjörður beordert, wo sie Nordatlantik-Konvois gegen mögliche Angriffe durch feindliche schwere Schiffe schützte. Im Mai 1943 wurde sie nach Gibraltar beordert, wo sie sich der britischen Eingreiftruppe Force H anschloss und die Landung der Alliierten Truppen auf Sizilien während der Operation Husky unterstützte. In der Nacht vom 10. auf den 11. Juli bombardierte die Howe Marsala und Trapani an der Westküste Siziliens, um eine weitere geplante Landung vorzutäuschen und so feindliche Truppen zu binden. Am 7. September wurde sie zusammen mit der King George V. in Augusta als Reservetruppe für die Landung in Salerno stationiert, aber am 8. September nach der Unterzeichnung des italienischen Waffenstillstands nach Tarent entsandt, um den Hafen zu besetzen und zu halten. Vom 14. bis zum 16. September eskortierte sie mit der King George V. einen Großteil der italienischen Kriegsschiffe von Malta nach Alexandria. Am 1. Oktober verließ die Howe Alexandria in Richtung Heimat, wo sie sich bei ihrer Ankunft erneute der Home Fleet anschloss. Von Januar 1944 bis April wurde sie in Devonport überholt und anschließend der Eastern Fleet zugeteilt. Am 1. Juli 1944 stach sie Richtung Sri Lanka in See und erreichte Trincomalee am 3. August. Am 2. Dezember wurde sie der einen Monat zuvor gegründeten Pacific Fleet mit Sitz in Sydney zugeteilt. Dort fungierte sie als Flaggschiff für den Oberbefehlshaber der Flotte Admiral Fraser.

### Operation Iceberg
Am 26. März schloss sich die Howe der 5. US-Flotte unter Admiral Raymond Spruance an. Sie wurde mit der Aufgabe betraut, die Flugfelder auf Formosa und den Sakashima-Gunto-Inseln zu zerstören. Am 4. Mai folgte ein erneuter Angriff auf die Sakashima und Miyako. Bei einem weiteren Angriff auf Sakashima am 9. Mai verfehlte ein Kamikaze die Howe nur knapp. Das japanische Flugzeug wurde durch Flakfeuer schwer getroffen, flog knapp über das Achterdeck und stürzte anschließend ins Meer.

### Nachkriegszeit
Von Juni bis September wurde das Schiff in Durban überholt und anschließend der East Indies Fleet zugeteilt, wo sie die Nelson als Flaggschiff ablöste. Im Januar 1946 kehrte das Schiff in die Heimat zurück und löste die dortige Queen Elizabeth als Flaggschiff der Home Fleet ab. Im August 1946 wurde sie Teil des neuen Übungsgeschwaders der Home Fleet vor der Isle of Portland. Vom 22. bis zum 23. Juli 1947 nahm sie an der Flottenschau der Home Fleet auf dem Clyde teil. Anschließend wurde sie von Mai 1948 bis April 1949 in Devonport überholt und am 21. April der Reserve unterstellt. Dort verblieb das Schiff bis 1957. Im April wurde sie auf die Abwrackliste gesetzt und am 2. Juni 1958 an T.W. Ward & Co in Inverkeithing verkauft. Dort kam sie zwei Tage später an und wurde anschließend abgewrackt.

## Technik
Das Schiff hatte eine Gesamtlänge von 227,10 m, eine Breite von 31,40 und einen Tiefgang von 9 m. Die Verdrängung lag 1913 zwischen 28.000. t und 31.200 t.

### Antrieb
Das Schiff war mit vier Parsonsturbinen ausgestattet, die jeweils eine Welle antrieben und insgesamt 110.000 Shp (80.905 kW) entwickelten, die eine Höchstgeschwindigkeit von 28 Knoten (51,8 km/h) ermöglichten. Der Dampf wurde von acht Admiralty-Trommelkesseln mit einem Arbeitsdruck von 26 bis 28 bar geliefert. Die Dampftemperatur betrug 750 °C. Das Schiff konnte maximal 3.830 t Heizöl mitführen, was ihm bei 10 Knoten (19 km/h) eine Reichweite von 15.600 Seemeilen (28.891 km) ermöglichte. Die Besatzung des Schiffes bestand aus 1400 bis 1578 Offizieren und Mannschaften.

### Bewaffnung
Die Hauptbewaffnung bestand aus zehn 356-mm-Kanonen in einem Zwillingsturm vorne und zwei Vierfachtürmen, vor und hinter den Aufbauten. Die Geschütze des Zwillingsturms waren auf Mk-II-Lafetten mit einem Gewicht von 929 t gelagert, während die Kanonen der Vierfachtürme auf Mk-III-Lafetten mit einem Gewicht von 1.607 t montiert waren. Die Geschütze selbst wogen 80,865 t und hatten bei einer maximalen Elevation von 40 Grad und einer Mündungsgeschwindigkeit von 756 m/s eine Reichweite von 35.260. Die Kanonen feuerten die 721 kg schweren Granaten mit einer Kadenz von 2 Schuss pro Minute. Die Sekundärbewaffnung bestand aus sechzehn 133-mm-Schnellfeuergeschützen in acht Mk-I-Zwillingslafetten mit einem Gewicht von 78 t. Das Geschütz selbst wog 4,362 t und hatte bei einer maximalen Elevation von 45 Grad und einer Mündungsgeschwindigkeit von 814 m/s eine Reichweite von 21.397 m. Außerdem hatten die Schiffe zur Flugabwehr zweiunddreißig 40-mm-2-Pfünder-"pom-pom", zehn 40-mm-Bofors-Geschütze, fünfzehn 20-mm-Oerlikon-Maschinenkanonen und drei 20-fach-Glattrohrraketenwerfer installiert.

### Sensoren
Die Hauptbewaffnung war mit einem Typ-285-Feuerleitradar ausgestattet. Der Feuerleitrechner achtern war mit einem Feuerleitradar Typ 274 ausgestattet und die Feuerleitrechner für die leichte Flugabwehr war mit einem Feuerleitradar Typ 283 ausgerüstet, die sich querab und achtern der Aufbauten befanden. Zusätzlich hatten die Schiffe ein Boden-Luft-Frühwarnradar Typ 277 und ein Sekundärradar zur Freund-Feind-Unterscheidung vom Typ 242. Mit dem Typschiff der King-George-V-Klasse führte man 1940 den Mk-IV-Pom-pom-Zielrechner in der Royal Navy ein, was die King George V damit zum ersten Schiff der Welt machte, das über eine gyroskopische Zielverfolgung in tachymetrischen Flak-Zielrechnern verfügte.

### Panzerung
Der Hauptpanzergürtel war 126 m lang und reichte bis knapp über die Außenflächen der Barbetten „A“ und „Y“ hinaus. Auf Höhe des Maschinenraums hatte er eine Stärke von 355 mm und auf Höhe der Magazine war er 381 mm dick. Die Oberkante des Panzergürtels befand sich auf der Höhe des Hauptdecks etwa 4,49 m über und 2,59 m unter der Wasserlinie. 254 bis 304 mm dicke Querschotten schlossen die vorderen und hinteren Enden der Gürtelpanzerung zwischen Haupt- und Unterdeck ab. Das Hauptdeck war zwischen 124 und 149 mm dick. Die Barbetten waren zwischen 274 und 324 mm dick. Der Kommandoturm war mit 76 bis 101 mm gepanzert. Die Geschütztürme waren an der Front 324, an den Seiten, 228 auf der Rückseite 174 und auf dem Dach 149 mm dick. Die Geschütztürme der 133-mm-Kanonen waren rundherum mit 38 mm Panzerung versehen. Der Splitterschutz für die Sekundärmagazine war ebenfalls 38 mm dick. Das Torpedoschott war 444 mm dick und erstreckte sich über die gesamte Länge des Panzergürtels.